# Classe Uraga
La classe Uraga est une série de deux navires de guerre des mines de la Force maritime d'autodéfense japonaise. Ils ont été construits et mis en service dans les années 1990.

## Développement
La classe de navires a été construite comme une alternative au JDS Hayase et au JDS Sōya, car elle combinait les fonctions des deux. Reflétant l’expérience du JDS Hayase qui avait été envoyé dans le golfe Persique, le fonctionnement du navire a été amélioré. Une drague de mines aérienne nouvellement introduite (Mk.105) a été introduite et acquise sur le chantier naval. Une fonction de soutien héliporté pour effectuer le dragage aérien des mines était également nécessaire. En conséquence, les navires sont devenus considérablement plus grands, bien qu’ils aient finalement été légèrement plus petits que prévu initialement à 5 600 tonnes.
La construction du premier navire a été approuvée pour 29,7 milliards de yens dans le plan de 1994, qui est la seconde moitié du plan de défense à moyen terme de 2003. La construction du deuxième navire a également été approuvée dans le plan de l’année suivante.

## Conception
En termes de conception, il y a beaucoup d’éléments en commun avec le navire de transport de 8900 tonnes (05LST) prévu en parallèle, comme le bulbe d'étrave et le mât aux formes furtives. Un pont plat est adopté, et dans la coque, du centre à la poupe, il y a des puits au centre et des stockages de mines des deux côtés, qui sont équivalents respectivement à deux couches des deuxième et troisième ponts. Le navire dispose à l’arrière d’une porte qui s’ouvre et se ferme hydrauliquement. Parmi les portes, la grande au centre est destinée aux aéronefs dragueurs de mines et on dit qu’elle est de type à charnière inférieure. Les petites portes des deux côtés sont reliées au stockage des mines et sont du type à charnière supérieure,.
Le pont d'envol dispose d’une zone assez grande pour accueillir un hélicoptère MH-53E. La partie arrière de la superstructure située à l’avant est utilisée comme hangar de maintenance pour les moyens aériens de dragage de mines. L’hélisurface et le pont des puits sont reliés par un ascenseur.
Bien que le vaisseau ait été conçu en tenant compte de sa furtivité, c’est intentionnellement que la coque principale n’a pas été fabriquée inclinée, en considération du cas où le dragueur de mines serait ravitaillé latéralement. De plus, pour le réapprovisionnement horizontal, un renfoncement est fixé au deuxième niveau du pont et des équipements tels qu’une porte sont fournis.
Comme sur le 05LST, le moteur principal est également le 12V42M-A (9900 ch, 600 tr/min), un moteur Diesel à vitesse moyenne de type 12 cylindres en V à 4 temps, fabriqué par Mitsui Engineering & Shipbuilding.

## Navires de la classe
| Classe Uraga | Numéro de coque | Nom                                       | Constructeur   | Pose de la quille | Lancement    | Commissionné | Statut |
| MST-463      | Uraga           | Hitachi Zosen Corporation, Maizuru        | 19 mai 1995    | 22 mai 1996       | 19 mars 1997 | Actif        |        |
| MST-464      | Bungo           | Mitsui Engineering & Shipbuilding, Tamano | 4 juillet 1996 | 24 avril 1997     | 23 mars 1998 | Actif        |        |